# Подроща
 Подроща — деревня в Смоленской области России, в Ярцевском районе. Расположена в центральной части области в 10 км к югу от районного центра, в 7 км к северу от автодороги Р134 «Старая Смоленская дорога» Смоленск — Дорогобуж — Вязьма — Зубцов, на левом берегу реки Лосьмена. Население — 303 жителя (2007 год). 
Центр Подрощинского сельского поселения.

## Экономика
Коллективное сельскохозяйственное предприятие Подроща. Средняя школа,